# ویلانووا مونفراتو
ویلانووا مونفراتو (به ایتالیایی: Villanova Monferrato) یک کومونه در ایتالیا است که در استان آلساندریا واقع شده‌است. ویلانووا مونفراتو ۱۶٫۶ کیلومتر مربع مساحت و ۱٬۷۷۵ نفر جمعیت دارد و ۱۱۱ متر بالاتر از سطح دریا واقع شده‌است.